# Challenger de Antalya 2023
El torneo Antalya Challenger 2023, denominado por razones de patrocinio Megasaray Hotels Open fue un torneo de tenis perteneció al ATP Challenger Tour 2023 en la categoría Challenger 75. Se trató de la 5ª edición; el torneo tuvo lugar en la ciudad de Antalya (Turquía), desde el 6 hasta el 12 de marzo de 2023 sobre pista de tierra batida al aire libre.

## Jugadores participantes del cuadro de individuales
| Favorito | País                            | Jugador              | Rank1 | Posición en el torneo |
| -------- | ------------------------------- | -------------------- | ----- | --------------------- |
| 1        | Bandera de Austria              | Sebastian Ofner      | 158   | FINAL                 |
| 2        | Bandera de Hungría              | Fábián Marozsán      | 161   | CAMPEÓN               |
| 3        | Bandera de Italia               | Flavio Cobolli       | 166   | Segunda ronda         |
| 4        | Bandera de República Checa      | Vít Kopřiva          | 139   | Semifinales           |
| 5        | Bandera de República Checa      | Zdeněk Kolář         | 174   | Segunda ronda         |
| 6        | Bandera de Bosnia y Herzegovina | Damir Džumhur        | 206   | Segunda ronda         |
| 7        | Bandera de Australia            | Li Tu                | 209   | Primera ronda         |
| 8        | Bandera de Rumania              | Nicholas David Ionel | 222   | Segunda ronda         |

- 1 Se ha tomado en cuenta el ranking del 27 de febrero de 2023.

### Otros participantes
Los siguientes jugadores recibieron una invitación (wild card), por lo tanto ingresan directamente al cuadro principal (WC):
- Yankı Erel
- Ergi Kırkın
- Vilius Gaubas

Los siguientes jugadores ingresan al cuadro principal tras disputar el cuadro clasificatorio (Q):
- Mirza Bašić
- Salvatore Caruso
- Mathys Erhard
- Gianmarco Ferrari
- Gerald Melzer
- Stefano Travaglia

## Campeones

### Individual Masculino
- Fábián Marozsán derrotó en la final a  Sebastian Ofner, 7–5, 6–0

### Dobles Masculino
- Filip Bergevi /  Petros Tsitsipas derrotaron en la final a  Sarp Ağabigün /  Ergi Kırkın, 6–2, 6–4